# Vincentio Reinieri
Vincentio (Vincenzio, Vincenzo) Reinieri (Renieri, Reiner) (Gênova, 30 de março de 1606 – 5 de novembro de 1647) foi um matemático e astrônomo italiano. Foi um amigo e discípulo de Galileu Galilei.

## Carreira
Foi membro da Ordem de Nossa Senhora do Monte Oliveto, que o enviou a Roma em 1623. Galileu encarregou Reinieri de atualizar e tentar melhorar suas tabelas astronômicas dos movimentos dos satélites de Júpiter, revisando as tabelas para prever as posições destes satélites.
O trabalho de Reinieri o levou a Arcetri, onde ele fez amizade com Vincenzo Viviani. Reinieri desfrutou do mesmo espírito de investigação e amor ao debate que seu mentor. Em 5 de fevereiro de 1641 Reinieri escreveu a Galileu de Pisa: "Não é raro que eu esteja em alguma batalha com os senhores peripatéticos, principalmente quando noto que os mais gordos com ignorância menos apreciam seu valor, e acabei de dar à cabeça a um deles uma boa lavagem." (Drake, p. 413-4)
Reinieri tornou-se professor de matemática da Universidade de Pisa após a morte de Dino Peri, onde também lecionou língua grega antiga. Seu trabalho astronômico consistiu em adicionar novas observações dos satélites de Júpiter àquelas de Galileu. Em certo grau, Reinieri melhorou as tabelas galileanas sobre os movimentos destes satélites. Antes de sua morte Galileu decidiu depositar todos seus registros contendo suas observações e cálculos nas mãos de Reinieri. Reinieri foi designado para os finalizar e revisar.
As observações de Reinieri dos satélites de Júpiter não foram publicadas até a época de sua morte prematura em Pisa em 1647. Ele foi sucedido na cátedra de matemática por Famiano Michelini (ca. 1600 - 1666).
A cratera lunar Reiner é denominada em sua memória.

## Publicações

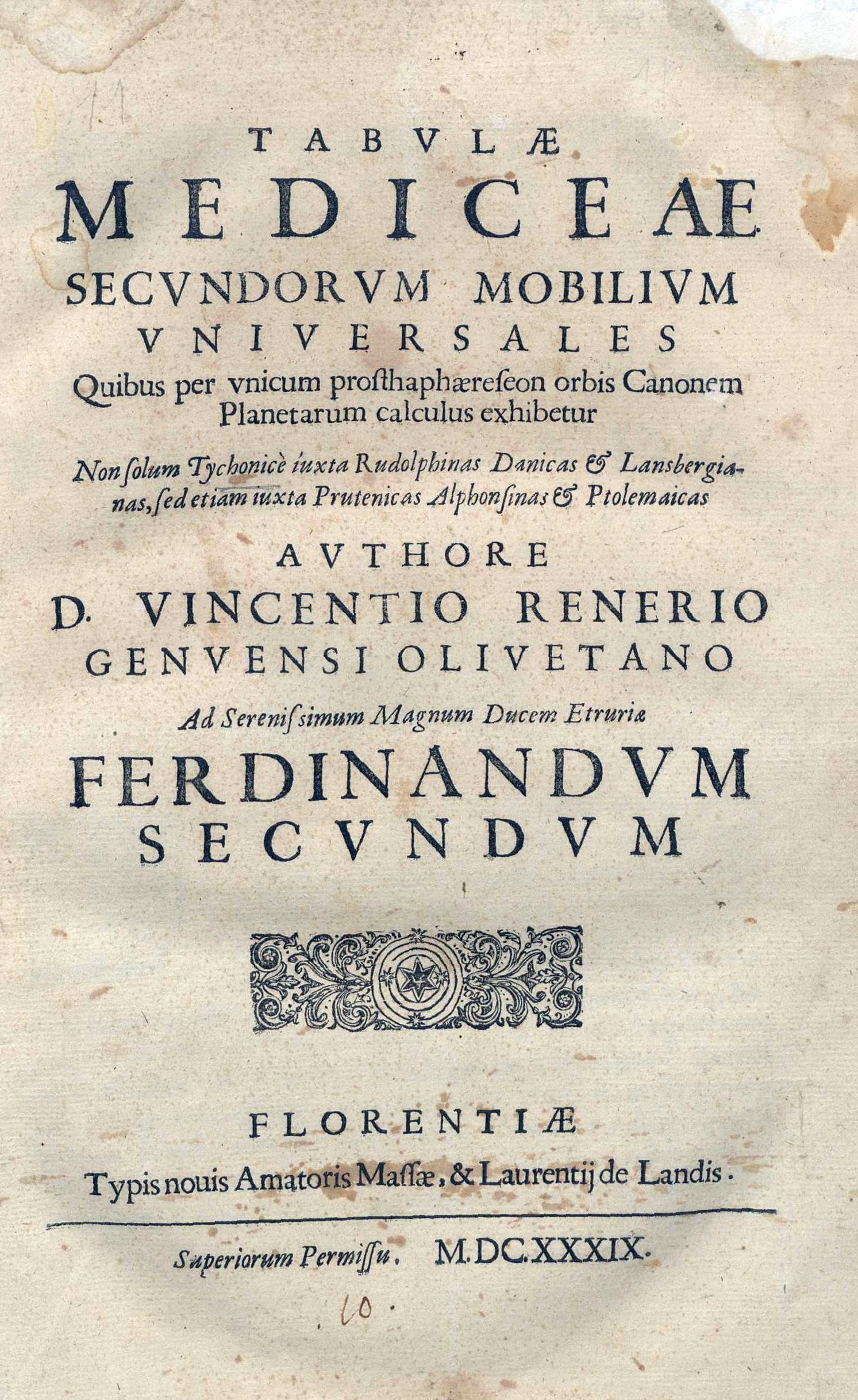
Tabulae Mediceae secundorum mobilium uniuersales, 1639

- Expugnata Hierusalem, poema, Macerata: Petrum Salvionum 1628
- Tabulae Mediceae secundorum mobilium uniuersales, Florença, Amadore Massi & Lorenzo Landi, 1639.
- Tabulae motuum cælestium universale: Serenissimi Magni Ducis Etruriae Ferdinandiova II auspicijs Primo editæ, e Mediceæ nuncupati, nunc vero auctæ, recognitæ, atque ... Bernardini Fernandez de Velasco ... iussu, recusæ ac sumptibus ..., Florença: Amatoris massae Foroliuien 1647